# Lago Mai-Ndombe
Il lago Mai-Ndombe è un lago situato nel distretto di Mai-Ndombe della provincia di Bandundu, nella Repubblica Democratica del Congo, nell'area protetta di Tumba-Ngiri-Maindombe. Il lago era conosciuto fino al 1972 come "lac Léopold II" (dal francese: lago Leopoldo II) in onore di Leopoldo II del Belgio. In lingua lingala Mai-Ndombe significa "acqua nera".